# Colobaspis aeneipennis
Colobaspis aeneipennis is een keversoort uit de familie halstandhaantjes (Megalopodidae). De wetenschappelijke naam van de soort werd in 1915 gepubliceerd door Julius Weise.